# بادنهارد
بادنهارد (به آلمانی: Badenhard) یک شهر در آلمان است که در راین-هونسروک واقع شده‌است. بادنهارد ۱۴۸ نفر جمعیت دارد.